# 承諾續擴
承諾續擴、承諾升級或承諾升高（英語：Escalation of commitment），為一種行為模式，指稱當某個體或團體面對日益增高的負面結果，反而會持續合理化既存的決策、動作和投資的現象，而非改變它們。
這種行為模式的本質在於沉没成本謬誤，此謬誤被經濟學者和行為科學家用來描述，當人們證實先前累積的投資額（沉沒成本）都已經浪費掉了，反而會因為覺得過去已經投入而且不能回收的成本很「浪費」，因而做出不理性的選擇，比如說當消費者發現電影票不能退費時，很多人會強迫自己看一場根本不想看的電影，因為他們怕浪費了買票的錢。

## 早期應用

### 越戰
美國外交官乔治·鲍尔在越戰時寫給總統林登·莊遜的信件中被認為是最早應用了此理論的例子：
閣下正在面對一個事關重大的決定，當大量的美國士兵被投入（committed）到正面衝突中，他們將會因為缺乏在極為險要的山區作戰經驗而面臨嚴重傷亡。當傷亡數字不斷攀升，我們便會進入一個無法回頭的境地。到期時我們已經投入的資源已經是極其龐大，除非是蒙受了國家級的屈辱，將無法停止追逐原先的目標（撤兵）。在兩種可能性中，不論我們付出的代價是何等慘痛，我認為這場戰爭帶來的屈辱遠多於達到作戰目標。